# 小山田与清
小山田 与清（おやまだ ともきよ、天明3年3月17日（1783年4月18日）- 弘化4年3月25日（1847年5月9日））は、江戸時代後期の国学者。初名は貴長、通称は寅之助、庄次郎、仁右衛門、茂右衛門、六郎左衛門、将曹。字は文儒、号は松屋、玉川亭、擁書倉、知非斎、報国恩舎。

## 生涯
天明3年（1783年）、武蔵国多摩郡上小山田村（現・東京都町田市）で、郷士である父・田中本孝と母・平戸稲子の間に、次男として生まれる。程なくして母が没した。
享和元年（1801年）に江戸へ出て、村田春海から国学を学んだほか、古屋昔陽から漢学を学ぶ。同3年（1803年）には、見沼通船の差配役である豪商・高田与成（好受）の養子となり、高田六郎左衛門を名乗る。家業のかたわら、古典や有職故実の考証に打ち込み、その研究資料とするため養家の豊富な財力を使って書籍を買い集めていく。文政8年（1825年）には家督を譲って隠居。これを機に高田姓から小山田姓に復し、小山田将曹を名乗る。
しかし、彼の書籍蒐集は高田家の財政事情を逼迫させることとなり、晩年は病気にも苦しめられ、さらには近隣の火事に伴う混乱で蔵書の一部が散逸するなど不遇だった。弘化4年（1847年）に自宅で病没。「持たるもの 身もいま捨てつ 御ほとけを 頼む心の 種は残らじ」という辞世を残した。戒名は「天真院性誉知非文儒居士」。墓は東京都豊島区の染井霊園にある。
大正7年（1918年）、正五位を追贈された。

## 業績
文化12年（1815年）、蒐集した書籍を所蔵する書庫『擁書楼』が落成。多い時には5万巻の蔵書を誇り、国学者の閲覧・貸借に供した。なお、没後の蔵書管理は子息の与叔が行っていた。
天保2年（1831年）に水戸藩主・徳川斉昭の招聘を受け、小石川の江戸彰考館に出仕。文集の編纂や注釈に携わったほか、和歌の添削や有職故実の調査などにおいて諮問を受け、後期水戸学にも影響を及ぼした。
門人には伊能穎則などがいる。
明治から昭和の政治家である高田早苗は子孫に当たる。

## 著書
- 『群書捜索目録』
- 『松屋叢話』
- 『松屋筆記』[注釈 4]
- 『擁書楼日記』[注釈 5]
- 『擁書漫筆』　ほか